# Museu de Arte Pré-Histórica e do Sagrado no Vale do Tejo
O Museu de Arte Pré-Histórica e do Sagrado no Vale do Tejo é um museu de arqueologia localizado no Largo Infante D. Henrique, em Mação, dedicado à investigação e a coleções de arte paleolítica. Funciona em parceria com o Instituto Politécnico de Tomar, integrando o Instituto Terra e Memória.
Possui espaço expositivo, sala de conferências, biblioteca especializada em arqueologia e arte rupestre, um pequeno laboratório de conservação e restauro e uma pequena loja. Seu diretor científico é o professor Luiz Oosterbeek. 
Em 2024 recebeu, conjuntamente com o Instituto ITM - Instituto Terra e Memória, o Galardão Investigação atribuído pela Rádio Antena Livre.

## História
Após o achado arqueológico do Porto do Concelho, por parte de João Calado Rodrigues, nasceu a ideia do Museu em 1943. 
Em 1967, a investigadora e historiadora Maria Amélia Horta Pereira estudou a coleção e elaborou um projeto de Museu. Esse projeto foi implementado em 1986, abrindo ao público com coleções de João Calado Rodrigues e o espólio reunido desde 1967 por Maria Amélia Horta Pereira, a primeira diretora, nas áreas de arqueologia, etnografia e arte. O Museu era então designado por Museu Dr. João Calado Rodrigues, em homenagem a João Calado Rodrigues. 
Uma nova fase do Museu nasce a 6 de setembro de 2000 com a descoberta de gravuras rupestres paleolíticas com mais de 20 mil anos no vale do rio Ocreza. Este integra as dimensões de experimentação, ensino superior e internacionalização, passando a designar-se Museu de Arte Pré-Histórica e do Sagrado do Vale do Tejo.

## Coleções
O Museu funciona como um centro científico e de ensino da arte rupestre e da pré-história. Sua coleção possui cerca de 6.000 peças, obtidas em prospecções, escavações e achados isolados.

## Exposições
- Janeiro de 2015: Exposição permanente “Gestarte – Do Gesto à Arte: Criar, Fazer, Comunicar”